# Rakovac (Bosanski Novi, BiH)
Rakovac je naseljeno mjesto u sastavu općine Bosanski Novi, Republika Srpska, BiH.

## Stanovništvo
| Rakovac            |             |
| godina popisa      | 1991.       |
| Srbi               | 41 (97,62%) |
| Hrvati             | 0           |
| Muslimani          | 0           |
| Jugoslaveni        | 0           |
| ostali i nepoznato | 1 (2,38%)   |
| ukupno             | 42          |